# Hr.Ms. Van Nes (1931)
Hr. Ms. Van Nes was een Nederlandse torpedobootjager van de Admiralenklasse, vernoemd naar de zeventiende-eeuwse zeevaarder Aert Jansse van Nes. Het schip werd gebouwd door Burgerhout's Machinefabriek en Scheepswerf NV uit Rotterdam2.

## Laatste overtocht
In februari 1942 moest de Van Nes de Sloet van de Beele (1914) begeleiden van Billiton naar Java. Het betrof een troepentransport. 
Het schip werd op 17 februari 1942, tien dagen voor de Slag in de Javazee, door Japanse vliegtuigen midscheeps getroffen, waardoor het in twee delen brak en zonk. Commandant Charles Albertus Lagaaij (Ede, 1907 - Javazee, 1942), de jongste commandant van de Koninklijke Marine, ging mee ten onder. Ook de Sloet van de Beele werd tot zinken gebracht. 
Eerder diende Lagaaij op de Hr Ms Sumatra waarmee prinses Juliana en haar dochters naar Canada werden gebracht.  